# Cliff Robertson
Cliff Robertson (San Diego, 9 de setembre de 1923 - Nova York, 10 de setembre de 2011) fou un actor, guionista, productor i director de cinema estatunidenc.
Nascut al barri de la Jolla de la ciutat californiana de San Diego, als Estats Units d'Amèrica, els seus pares tenien un ranxo i eren acomodats. Durant l'etapa escolar, Robertson es va apuntar a classes de teatre perquè era la forma d'evitar haver d'assistir a les classes normals. No obstant això, aquesta activitat li va servir per desenvolupar un interès per la interpretació.
Durant la Segona Guerra Mundial va ser cridat a files i al seu retorn del servei militar va ingressar a la universitat Antioch de l'Estat d'Ohio. El seu primer treball va ser com a locutor de ràdio, però aviat es va orientar cap al teatre, i va viatjar durant dos anys amb una companyia ambulant. Des d'aquí va aconseguir un paper a Broadway, on va debutar el 1952 en una obra dirigida per Joshua Logan. Al cap de tres anys, Logan li va oferir un paper secundari a Pícnic, pel·lícula protagonitzada per William Holden i Kim Novak, que va significar el començament de la seva carrera cinematogràfica.
El mateix any ja va obtenir un paper principal en la pel·lícula Autumn Leaves, estrenada el 1956, en la qual va actuar al costat de Joan Crawford. Les crítiques de la seva actuació van ser positives, la qual cosa li va permetre tenir pes en l'elecció de les seves següents pel·lícules. El 1963 es va realitzar una pel·lícula bèl·lica el personatge principal de la qual era el futur president John F. Kennedy, que va triar personalment a Robertson per interpretar el seu personatge. Durant els anys que van seguir, Robertson va seguir realitzant pel·lícules que en general van ser taquilleres. Es va posar de manifest que aquest actor de cara seria no seria una estrella del cinema, però sí un actor fiable, capaç d'interpretar personatges molt dispars.
El 1968, Robertson va actuar en una pel·lícula en la qual va interpretar de forma magistral a un disminuït mental que és sotmès a un experiment científic, i com a conseqüència la seva intel·ligència es desenvolupa fins a nivells de geni. Per aquesta actuació va obtenir un Oscar al millor actor. Des de llavors va intervenir en nombroses pel·lícules, en papers que a mesura que s'estava fent més gran eren freqüentment de caràcter secundari, sense que això minvés el reconeixement de la crítica i del públic. També va anar participant en produccions per a la televisió, mitjà en el qual va arribar a sentir-se còmode.
Robertson es va casar dues vegades. El seu primer matrimoni va durar només dos anys, mentre que la segona vegada va estar casat durant 20 anys. Ambdós matrimonis van acabar en divorci. De cadascun d'ells Robertson tenia una filla.
L'actor va morir per causes naturals a Nova York, als 88 anys, el 10 de setembre del 2011.

## Filmografia

### Actor
- 1943: We've Never Been Licked: Adams
- 1943: Lookout
- 1953: Rod Brown of the Rocket Rangers (sèrie TV): Rod Brown
- 1955: Picnic: Alan Benson
- 1956: Autumn Leaves: Burt Hanson
- 1957: The Girl Most Likely: Pete
- 1958: The Naked and the Dead: Tinent Robert Hearn
- 1959: Gidget: The Big Kahuna
- 1959: Battle of the Coral Sea: Tinent Cmdr. Jeff Conway
- 1960: As the Sea Rages: Clements
- 1961: Obra d'una nit (All in a Night’s Work): Warren Kingsley, Jr.
- 1961: The Big Show: Josef
- 1961: Underworld U.S.A.: Tolly Devlin
- 1962: The Interns: Dr. John Paul Otis
- 1963: My Six Loves: Reverend Jim Larkin
- 1963: PT 109: Tinent John F. Kennedy
- 1963: Sunday in New York: Adam Tyler
- 1964: El millor (The Best Man): Joe Cantwell
- 1964: 633 Squadron: Wing Cmdr. Roy Grant
- 1965: Love Has Many Faces: Pete Jordon
- 1965: Mascarada (Masquerade): David Frazer
- 1965: Up from the Beach: Sergent Edward Baxter
- 1967: The Honey Pot: William McFly
- 1968: The Devil's Brigade: Major Alan Crown
- 1968: Charly: Charly Gordon
- 1968: The Sunshine Patriot (TV): Christopher Ross / Arthur Selby
- 1970: Too Late the Hero: Tinent Sam Lawson
- 1972: J.W. Coop: J.W. Coop
- 1972: The Great Northfield Minnesota Raid: Cole Younger
- 1973: Ace Eli and Rodger of the Skies: Ace Eli Walford
- 1973: The Man Without a Country (TV): Philip Nolan
- 1974: Man on a Swing: Lee Tucker
- 1974: A Tree Grows in Brooklyn (TV): Johnny Nolan
- 1975: My Father's House (TV): Tom Lindholm Jr.
- 1975: Out of Season: Joe Tanner
- 1975: Els tres dies del Còndor (Three Days of the Condor): J. Higgins
- 1976: Return to Earth (TV): Coronel Edwin A. 'Buzz' Aldrin Jr.
- 1976: Shoot: Rex
- 1976: Midway: Carl Jessop
- 1976: Obsessió: Michael Courtland
- 1977: Fraternity Row: Narrador
- 1977: Washington: Behind Closed Doors (fulletó Tv): William Martin
- 1978: Dominique: David Ballard
- 1978: Overboard (TV): Mitch Garrison
- 1981: The Pilot: Mike Hagan
- 1981: Falcon Crest (fulletó Tv): Dr. Michael Ranson (1983-1984)
- 1982: Two of a Kind (TV): Frank Minor
- 1983: Class: Mr. Burroughs
- 1983: Projecte Brainstorm (Brainstorm): Alex Terson
- 1983: Star 80: Hugh Hefner
- 1985: Shaker Run: Judd Pierson
- 1985: The Key to Rebecca (TV): Major William Vandam
- 1986: Dreams of Gold: The Mel Fisher Story (TV): Mel Fisher
- 1987: Malone: Charles Delaney
- 1987: Ford: The Man and the Machine (TV): Henry Ford
- 1990: Dead Reckoning (TV): Daniel Barnard
- 1991: Wild Hearts Can't Be Broken: Doctor Carver
- 1992: La força del vent (Wind): Morgan Weld
- 1994: Un poeta entre reclutes (Renaissance Man): Coronel James
- 1995: Pakten: Ted Roth
- 1995: P.T. Barnum: America's Greatest Showman (TV): Narrador
- 1995: Dazzle (TV): Mike Kilkullen
- 1996: Escape from L.A.: President
- 1997: Melting Pot: Jack Durman
- 1998: Assignment Berlin: Cliff Garret
- 1999: Family Tree: Larry
- 2000: Falcon Down: Buzz Thomas
- 2001: Mach 2: Vice President Pike
- 2002: Spider-Man: Ben Parker
- 2002: 13th Child: Mr. Shroud
- 2004: Spider-Man 2: Ben Parker
- 2004: Riding the Bullet: Farmer
- 2007: Spider-Man 3: Ben Parker

### Guionista
- 1972: J.W. Coop
- 2002: 13th Child

### Director
- 1972: J.W. Coop
- 1981: The Pilot

### Productor
- 1972: J.W. Coop

## Premis i nominacions

### Premis
- 1966: Primetime Emmy al millor actor en sèrie dramàtica pel seu paper en l'episodi The Game de la sèrie Bob Hope Presents the Chrysler Theatre
- 1969: Oscar al millor actor pel paper de Charly Gordon a Charly de Ralph Nelson

### Nominacions
- 1966: Primetime Emmy al millor actor pel seu paper en l'episodi The Two Worlds of Charlie Gordon de la sèrie The United States Steel Hour
- 1969: Globus d'Or al millor actor dramàtic per Charly